# Lars Ulrich
Sir Lars Ulrich (Gentofte, 26 de dezembro de 1963) é um músico, ator, empresário, produtor musical, radialista e ex-tenista dinamarquês. Alcançou fama mundial por ser o baterista e o  co-fundador (juntamente com James Hetfield) da banda norte-americana de heavy metal, Metallica. Ele é filho do ex-tenista profissional Torben Ulrich, neto do também ex-tenista Einer Ulrich, e foi afilhado do músico de jazz Dexter Gordon. Em 2004, a revista Kerrang! elegeu Lars a 9ª personalidade de maior influência no mundo do rock 'n' roll. Ficou em 55° lugar na lista dos "66 melhores bateristas de hard rock e metal de todos os tempos" do site Loudwire.Em 20 de dezembro de 2023, seu pai faleceu, aos 95 anos. A causa da morte não foi divulgada.

## Biografia
Lars Ulrich nasceu na cidade de Gentofte, na Dinamarca, a 26 de Dezembro de 1963, filho de um jogador de ténis profissional - Torben Ulrich (que também era dono de um clube de jazz). Durante a sua infância viveu em Copenhague e tinha como aspiração ser um jogador de ténis, tal como o seu pai. A sua primeira bateria foi-lhe dada pela avó aos 13 anos. Aos 16 anos mudou-se para os Estados Unidos, onde todos falavam da NWOBHM (New Wave of British Heavy Metal) e queria ter uma banda. Em 1981 num jornal, Recycler, colocou um anúncio à procura de uma banda para tocar. A esse anúncio respondeu Hugh Tanner, que trouxe com ele o seu amigo James Hetfield. Nesse mesmo ano, Lars viajou para Inglaterra para ver os Diamond Head tocar, chegando até a morar com eles durante algum tempo. Bryan Slagel, estava à procura de novas bandas para gravar um álbum. Lars ofereceu-se mas não tinha banda nesse momento. Chamou então James Hetfield, e juntos formaram a banda Metallica.
Mais tarde, os dois juntaram-se com Ron McGovney e Dave Mustaine, respectivamente baixista e guitarrista. Ron McGovney mais tarde saiu da banda e foi substituído por Cliff Burton. Porém, Mustaine causava-lhes muitos problemas devido ao excesso de álcool, e foi expulso do Metallica, sendo substituído por Kirk Hammett, o atual guitarrista. Mustaine guardou rancor e até muito recentemente houve discussões entre Lars e Dave.
O Metallica desfrutava então de grande sucesso, até que em 1986, a banda tem um acidente automobilístico e o baixista Cliff Burton morre tragicamente. Pouco depois Lars conhece aquela que viria a ser a sua primeira esposa, Debbie Jones, uma mulher inglesa. Com o novo baixista, Jason Newsted, o Metallica atinge grande sucesso e torna-se mais reconhecida do que nunca, lançando o álbum ...And Justice For All, e depois o seu álbum de maior sucesso até hoje, Metallica, também conhecido como Black Album ("Álbum Negro"). Durante as gravações deste álbum, Lars divorcia-se.
O Metallica lança o seu terceiro álbum com Jason Newsted, Load, e surpreendem os fãs ao cortar o cabelo e ao adotar um estilo de música menos pesado e mais melódico. Muitos ficaram insatisfeitos, mas essa mudança fez com que a banda conseguisse uma maior audiência e maior sucesso comercial, aumentando os boatos de que o Metallica havia se "vendido".
Em 1997, após o álbum Load Lars casa-se pela segunda vez. Seguidamente, a banda apresenta Reload, o seu quarto álbum com Jason Newsted, que era semelhante ao seu antecessor.

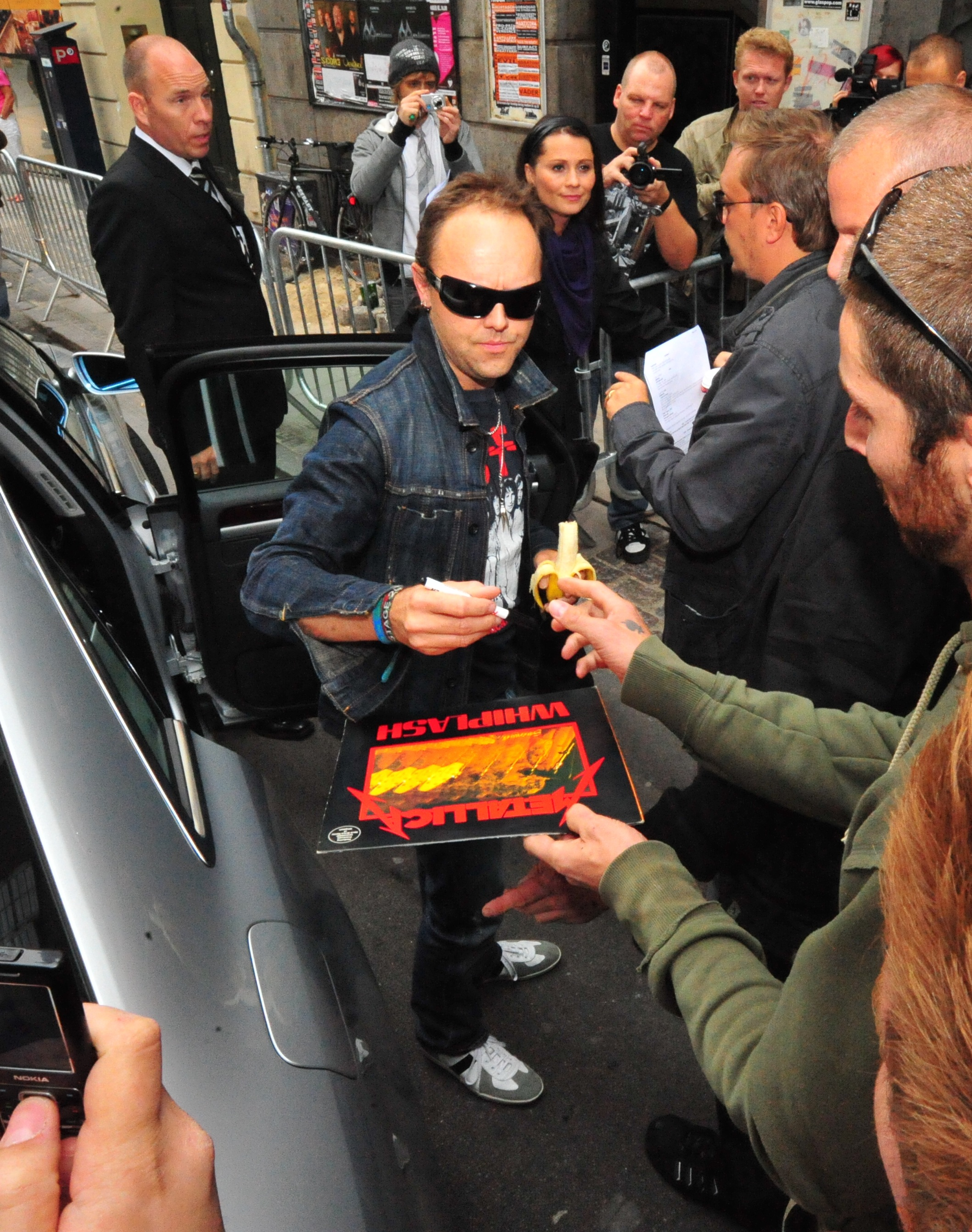
Lars Ulrich em Copenhague na Dinamarca no ano de 2008

Em 2001, o baixista Jason Newsted deixou a banda, deixando-os com muitos problemas. Durante a produção do álbum St. Anger, James Hetfield foi para uma clínica de reabilitação para tratar alcoolismo e outros vícios. A banda podia ter acabado ali. Embora Lars estivesse preparado para o pior (como é visto no documentário da banda, "Some Kind of Monster"), James Hetfield regressou, a banda acabou o álbum e contratou o baixista Robert Trujillo.
Lars é reconhecido por todo o mundo devido à popularidade da sua banda e pelas suas interessantes técnicas e estilos de bateria. Um dos bateristas que usa frequentemente o prato de ataque acompanhado da caixa. Sua performance no álbum ...And Justice For All é bastante aclamada pelos fãs, apesar de sua grande habilidade, é conhecido por não se dedicar muito a bateria, sendo extremamente irregular em apresentações ao vivo nos últimos anos. Jason Newsted disse, após sair da banda, que Lars não praticava desde 1991, quando foi lançado o Black Album.

### Napster
Em 2000, o Metallica descobriu uma demo da sua canção "I Disappear", que na altura estava incompleta, e todas as restantes músicas da banda, disponíveis para download na Napster. A banda iniciou ações legais contra o Napster, exigindo que trezentos mil utilizadores que não estavam compartilhando a canção fossem banidos da rede. Ações legais também foram iniciadas contra a Universidade de Yale, do Sul da Califórnia e a Universidade de Indiana, por não bloquearem o Napster em seus campi. No ano seguinte, ambas as partes concordaram em um acordo fora dos tribunais que levou ao bloqueio de contas de utilizadores do Napster, e a banda não iniciou ações legais contra indivíduos por violação de direitos autorais.
Com a controvérsia sobre a validade ou não de compartilhadores de arquivo, páginas web publicavam paródias dos membros da banda. Como retaliação, Ulrich apareceu no MTV Video Music Awards de 2000, em um vídeo com o apresentador daquele ano, Marlon Wayans, no qual arruinava a ideia de usar o Napster para compartilhar música. Marlon interpretava um estudante universitário sentado em seu dormitório, ouvindo a canção "I Disappear" do Metallica. Ulrich, interpretando a si próprio, aparece e pede uma explicação. Após receber a desculpa de Wayan de que usando o Napster estava somente compartilhando, Lars replicou que a ideia de Marlon sobre compartilhar era simplesmente emprestar coisas que não eram suas sem pedir. Ele chamou então a equipe de turnê da banda, que prosseguiu confiscando todos os pertences de Wayan, deixando-o quase nu em um quarto vazio. Shawn Fanning, criador do Napster, respondeu posteriormente à cerimônia ao apresentar um prêmio vestindo uma camiseta do Metallica com os dizeres "Eu peguei emprestado esta camisa de um amigo. Talvez, se eu gostar dela, irei comprar uma própria".
A ridicularização do público foi grande já que a banda iniciou sua carreira na cena underground com a troca de bootlegs de suas apresentações. A defesa da banda era que o Napster estava permitindo acesso livre a todo o seu catálogo e não somente os bootlegs ao vivo.

## The Music Company
Em 1998, Ulrich fundou a sua própria gravadora chamada The Music Company, juntamente com o ex-contador de turnê do Metallica, Tim Duffy. A The Music Company era distribuída pelo selo Elektra Records, através do qual passaram várias bandas, a mais famosa delas o Systematic. Em 2002 a gravadora deixou oficialmente de existir, durante uma entrevista Lars Ulrich disse - "Encerrei a gravadora, adorava trabalhar com as bandas mas não conseguia lidar com toda a porcaria que está por trás dos negócios."

## Vida pessoal
Lars Ulrich já se casou 3 vezes. Seu primeiro casamento foi em 1988 com uma garota britânica que ele conheceu durante uma turnê do Metallica, mas se divorciaram em 1990.
Seu segundo casamento foi em 1997 com Skylar Satenstein, uma famosa médica norte-americana, eles tiveram dois filhos, Miles Ulrich (nascido em 1998), e Layne Ulrich (nascido em 2001), o casal se separou em 2004.
Entre os anos de 2004 e 2012, Lars namorou a atriz dinamarquesa Connie Nielsen, com quem teve um filho, Bryce Thadeus Ulrich-Nielsen (nascido em 2007).
Atualmente Lars Ulrich está casado com a modelo Jessica Miller.
Além da música, Lars tem grande admiração pelas artes, e já foi colecionador de quadros de artistas famosos.

## Bateria

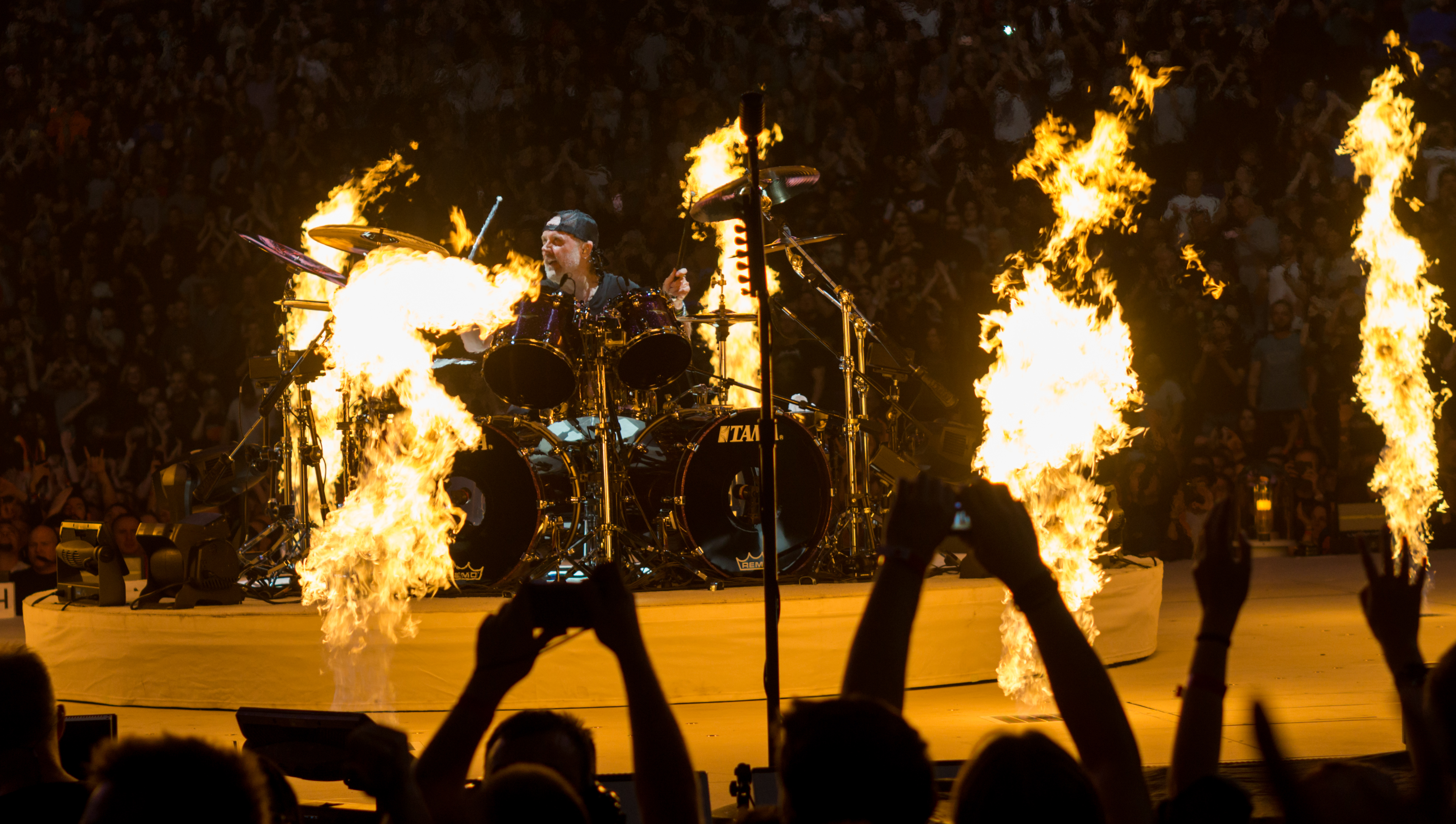
Lars tocando em 2017

- Tama StarClassic 22"x16" Kick Drums
- Tama StarClassic 16"x16" Floor tom
- Tama StarClassic 16"x14" Floor tom
- Tama StarClassic 10"x9" Tom tom
- Tama StarClassic 12"x11" Tom tom
- Tama Diamond Plate Signature Snare 6.5x14
- Tama Hardware
- Remo Heads
- Iron Cobra pedals
- Easton Ahead drumsticks
- Zildjian 17", 18", 19" Crashes
- Zildjian 20" China trash
- Zildjian 14" Dyno-Beat Hi-Hats
- Zildjian 20" Custom China

## Discografia
- Kill 'Em All (1983)
- Ride the Lightning (1984)
- Master of Puppets (1986)
- ...And Justice for All (1988)
- Black Album (1991)
- Load (1996)
- ReLoad (1997)
- Garage Inc. (1998)
- S&M (1999)
- St. Anger (2003)
- Death Magnetic (2008)
- Lulu (2011)
- Hardwired...to Self-Destruct (2016)
- S&M2 (2020)
- 72 Seasons (2023)

## Aparições
- Atuou no telefilme Hemingway & Gellhorn de 2012, onde interpreta o personagem real Joris Ivens.
- Lars Ulrich fez uma pequena participação no filme de comédia Get Him to the Greek do diretor Nicholas Stoller, onde o ator principal faz uma piada chamando-o de Enter Sandman e dizendo "Porque você não vai processar a Napster" e finaliza chamando Lars de pequena vagina dinamarquesa.
- Lars tocou bateria na música "Return of the Vampire... 1993", da banda Mercyful Fate.
- Lars fez uma rápida aparição surpresa no DVD ao vivo Live in Texas da banda Linkin Park, ele pode ser visto invadindo o palco vestido com uma roupa de coelho durante a música From the Inside.
- Lars participou do programa televisivo Who Wants to Be a Millionaire?.
- Lars juntamente com os membros do Metallica aparecem na série Os Simpsons, no 1º episódio da 18ª temporada O Mook, o Chef, Sua Mulher e Seu Homer.
- Lars apareceu na série South Park. Ele foi visto por Stan, que estava sendo preso por baixar músicas na internet de graça (referência ao caso Napster).